# Montélier
Montélier é uma comuna francesa na região administrativa de Auvérnia-Ródano-Alpes, no departamento de Drôme. Estende-se por uma área de 24,76 km². Em 2010 a comuna tinha 4 322 habitantes (densidade: 174,6 hab./km²).